# Pancasila

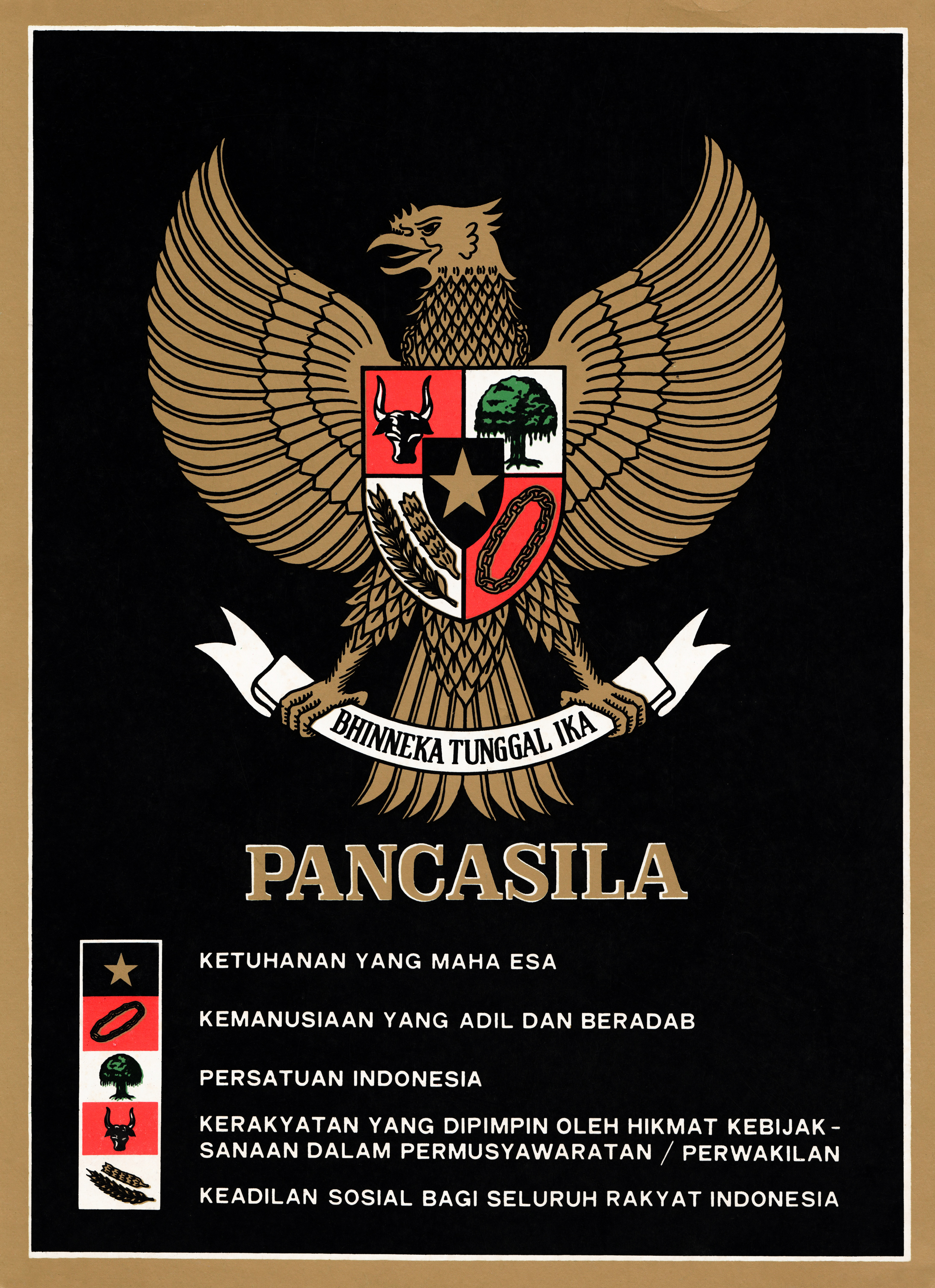
Một mô tả về Garuda Pancasila trên một tấm áp phích vào năm 1987; Mỗi nguyên tắc được viết bên cạnh biểu tượng của nó.

Pancasila (phát âm tiếng Indonesia: [pantʃaˈsila]) là lý thuyết triết học cơ bản, chính thức của nhà nước Indonesia. Pancasila gồm hai từ tiếng Java cổ có nguồn gốc từ tiếng Phạn: "pañca" (năm) và "sīla" (nguyên tắc). Vì vậy, nó bao gồm năm nguyên tắc và cho rằng chúng không thể tách rời và có liên hệ với nhau:
1. Niềm tin vào một Chúa duy nhất ("Ketuhanan Yang Maha Esa"),
2. Một nhân loại công lý và văn minh ("Kemanusiaan Yang Adil và Beradab"),
3. Một Indonesia thống nhất ("Persatuan Indonesia"),
4. Dân chủ, dẫn đầu bởi sự khôn ngoan của các đại diện nhân dân ("Kerakyatan Yang Dipimpin oleh Hikmat Kebijaksanaan, Dalam Permusyawaratan Perwakilan")
5. Công bằng xã hội cho tất cả người Indonesia ("Keadilan Sosial bagi seluruh Rakyat Indonesia").